# Die Dalton-Ballade und andere Geschichten
Die Dalton-Ballade und andere Geschichten (frz. La Ballade des Dalton et autres histoires) ist ein Lucky-Luke-Album von 1986. Es enthält vier Kurzgeschichten, gezeichnet von Morris und getextet von René Goscinny, Greg und Morris selbst.
Die Geschichten entstammen der kleinformatigen Dargaud-Reihe 16/22 und waren zuvor noch nicht in Album-Format präsentiert worden.

## Inhalt
- Die Dalton-Ballade (Text: René Goscinny, 1978): Die Daltons sollen zum Erhalt einer Erbschaft eine Reihe Geschworener mitsamt Richter umlegen. Lucky Luke soll dabei die Kontrolle übernehmen. Dieser inszeniert die Todesfälle nur und kann schließlich die Daltons wegen versuchtem Mord wieder ins Gefängnis bringen.
- Jolly Jumper: Ja, was hat er denn? (Text: Greg, 1978): Der kränkliche Jolly Jumper ist plötzlich verliebt. Die Liebe bleibt ihm versagt, jedoch hat er gleichzeitig die Krankheit besiegt.
- Dicke Luft in Pancake-Valley (Text: Morris, 1955): Lucky Luke ist auf der Suche nach dem Dieb seines Pferdes. Als sich dieser als Pferde-Metzger herausstellt, wacht Lucky Luke auf. Es war nur ein Alptraum.
- Die Sheriff-Schule (Text: Morris, 1978): Lucky Luke leitet eine Schule von zunächst unfähigen Sheriff-Schülern. Die Schüler wandeln sich zu ehrbaren und gefürchteten Amtsträgern.

## Veröffentlichung
Die ersten beiden Geschichten wurden 1978 in Spirou vorveröffentlicht und dann in der Reihe 16/22 gedruckt. Die dritte Geschichte wurde 1955 in Risque Tout veröffentlicht und 1980 in 16/22. Die vierte Geschichte wurde 1978 in Pif Gadget und dann in 16/22 gedruckt. 1986 erschien dann das Album bei Dargaud. In Deutschland erschien das Album erstmals 1986 beim Delta Verlag als Band Nr. 49 der Serie.

## Verfilmung
Die Dalton-Ballade wurde 1978 als Lucky Luke – Sein größter Trick verfilmt, wobei die Handlung im Wesentlichen übereinstimmt.